# Barry Magee
Arthur Barrington „Barry“ Magee (* 6. Februar 1934 in New Plymouth / Taranaki) ist ein neuseeländischer Leichtathlet, der in den frühen 1960er Jahren als Langstrecken- und Marathonläufer erfolgreich war. Der 1,65 m große und 53 kg schwere Athlet startete für den Three Kings Athletic Club in Auckland. Trainiert wurde er von Arthur Lydiard.
Magee gewann mehrere Landesmeisterschaften (eventuelle Titelgewinne vor 1960 sind nicht belegt):
| Jahr           | 1961    | 1962    |
| 6 Meilen (min) | 29:07,4 | 29:25,4 |
| Marathon (h)   | 2:18:55 | 2:24:56 |

Auch auf internationaler Ebene trat er in Erscheinung.
Bei den Commonwealth-Spielen 1958 in Cardiff startete er über 3 und 6 Meilen, 1962 in Perth nur über 6 Meilen, wo er mit Platz vier sein bestes Resultat erzielte und in 28:41,0 min dem Drittplatzierten nur um zwei Zehntel unterlag.
Bei den Olympischen Spielen 1960 in Rom und 1964 in Tokio ging er über 10.000 Meter an den Start, kam jedoch nicht unter die besten 20. Weitaus erfolgreicher war er dagegen auf der Marathonstrecke, die er in Rom zusätzlich zu den 10.000 m bestritt (in Tokio war er für den Marathon zwar gemeldet, musste aber verletzungsbedingt absagen). Der Wettkampf stand ganz im Zeichen des barfuß laufenden Äthiopiers Abebe Bikila (Gold in 2:15:16,2 h), mit dem nur der Marokkaner Rhadi Ben Abdesselam (Silber in 2:15:41,6 h) Schritt hielt, aber Magee konnte dem sowjetischen Meister Konstantin Worobjow fast zwei Minuten abnehmen und lief in 2:17:18,2 h ungefährdet als Dritter ein.
Einen weiteren großen Erfolg durfte Magee im Dezember desselben Jahres feiern, als er in 2:19:04 h den berühmten Fukuoka-Marathon gewann und dabei gleichzeitig einen Streckenrekord aufstellte.
Schließlich trug sich Magee auch noch in die Liste der Weltrekordler ein. Am 17. Juli 1961 in Dublin war das neuseeländische Team (Besetzung: Gary Philpott, Murray Halberg, Barry Magee als dritter Läufer und Peter Snell) über 4x1 Meile in der neuen Bestzeit von 16:23,8 min siegreich (sie wurde zehn Monate später von einem Team aus den USA auf 16:08,9 min gedrückt; heute Bestzeit: 15:49,08 min, aufgestellt 1985 von Irland).
Als Bestleistungen von Barry Magee werden angegeben:
- 10.000 m: 28:50,8 min (1961)
- Marathon: 2:17:19 h (1960)

Magee lebt heute in Auckland, wo er eine Laufschule betreibt.